# Kurt Kaufmann
Kurt Kaufmann (* 8. Februar 1947 in Krems an der Donau) ist ein österreichischer Verwaltungsjurist und Politiker (ÖVP).

## Ausbildung und Beruf
Kurt Kaufmann studierte nach dem Besuch des Piaristengymnasium in Krems an der Donau von 1965 bis 1970 Rechtswissenschaften an der Universität Wien. Dort wurde er 1965 Mitglied der katholischen Studentenverbindung K.Ö.H.V. Franco-Bavaria Wien im ÖCV. 1970 wurde er zum Dr. iur. promoviert.
Nach einer Tätigkeit bei der Bundesländerversicherung war er von 1971 bis 1978 für die Niederösterreichische Handelskammer tätig und von 1978 bis 1982 für die Bundesleitung des Österreichischen Wirtschaftsbundes. Seit 1982 ist er für das Land Niederösterreich Direktor des Österreichischen Wirtschaftsbundes.

## Politik
Er ist Mitglied der Österreichischen Volkspartei (ÖVP) und gehört seit 1982 dem Landesparteivorstand der ÖVP Niederösterreich an. Von 1990 bis 1996 war er Bezirksparteiobmann der ÖVP Krems.
Von 1987 bis 1990 war er Mitglied des Gemeinderates von Paudorf.
Er war von 1988 bis 1998 Abgeordneter des Österreichischen Bundesrates in der XVII. Gesetzgebungsperiode, XVIII. Gesetzgebungsperiode, XIX. Gesetzgebungsperiode und der XX. Gesetzgebungsperiode. Er war Mitglied in den verschiedensten Ausschüssen. Er war Vorsitzender des Ständigen gemeinsamen Ausschusses (1996–1998) und des EU-Ausschusses des Bundesrates (1998).